# Антонівка (Гур'євський міський округ)
Антонівка (рос. Антоновка) — селище Гур'євського міського округу, Калінінградської області Росії. Входить до складу Добринського сільського поселення.
Населення — 0 осіб (2015 рік).

## Населення
| 2002 | 2010 |
| ---- | ---- |
| 0    | →0   |